# 齋藤章児
- 斎藤章児

齋藤 章児（さいとう しょうじ、1940年3月25日 - 2019年4月4日）は、日本のアマチュア野球指導者・解説者。

## 来歴
中学生の頃から野球を始め、立教高校から立教大学経済学部卒業。社会人野球のヤシカを経て、1967年4月から東京農業大学第二高等学校の教諭になると同時に硬式野球部の監督に就任し、以降27年間で春2回、夏4回、甲子園に出場する。群馬県での高校野球監督就任については、群馬県立桐生高等学校監督であった稲川東一郎への思いがあったと語っている。
2000年から4年間、立教大学野球部監督。2007年に育成功労賞を受賞。
監督から退いた後も野球のシーズンになると地元群馬テレビの高校野球関連番組に出演したり、上毛新聞紙上に観戦コメントを掲載したりなど活動した。講演や執筆活動なども精力的に行い、人間形成の重要性を説き、野球の発展に尽力し続けた。
2010年1月に少年野球の指導中に倒れ頸髄を損傷、四肢麻痺となり、晩年は車椅子での生活を送っていた。
2019年4月4日、群馬県高崎市の自宅で死去。死因は脳出血とみられ、前日には選抜高校野球大会決勝やプロ野球をテレビで観戦しているほどで、急逝であった。79歳没。

## 教え子のスキャンダル
立教大学野球部監督就任中の2002年、教え子である多田野数人ら3人の部員がゲイビデオに出演したとの噂がインターネットや週刊誌で話題となり、取材を受けた際の彼の証言が元で出演が決定的になったとされる。
なお、齋藤は否定の証言は一切せずに多田野らのビデオ出演を素直に認め、「うわあ……、これはAですね」「これ（後輩）はＢで、ああ、こっちはCですね。間違いない。なんだこれは……たまげたなあ」「こんなのに出たらもう駄目ですね。プロには断りを入れます」などと部員達を突き放した対応をとっている。合宿時にも後輩男性部員に対して、セクハラ騒動を起こしたことを齋藤はきつく詰問し、「なぜ、男なんだ？」「お前は男が好きなのか？」と咎めていたこともあった。しかしその一方で齋藤は多田野の性格について「とにかく素直」「まったく手の掛からない素晴らしい子」と評している。

## 著書
- おれの野球では勝てないのか（2015年7月6日、上毛新聞の本、ISBN 978-4863521360）
- これがおれの高校野球だ! -試合に学ぶ勝ち方のヒント-（2021年7月4日、上毛新聞社、ISBN 978-4863522855）
没後に出版。上毛新聞紙上に掲載した観戦記を再録したもの。